# Czysty węgiel
Czysty węgiel – określenie technologii pozwalających na uzyskiwanie energii z węgla przy jednoczesnym ograniczeniu zanieczyszczenia środowiska.
Do najważniejszych projektów czystych technologii węglowych należą m.in.:
- usprawnienie bloków energetycznych m.in. poprzez zastosowanie technologii spalania w czystym tlenie
- zgazowanie węgla
- sekwestracja dwutlenku węgla[1].